# Originalgenie
Das Originalgenie war für die Vertreter der literarischen Strömung des Sturm und Drang ein Leitbild und ein Paradigma des schöpferischen Menschen.
Der Begriff erschien erstmals als Kennzeichnung Homers in Robert Woods „Essay on the Original Genius of Homer“ (1769), dessen deutscher Titel „Versuch über das Originalgenie“ lautete. Daher kann der Urheber der deutschen Übersetzung von 1773 (vermutlich ist das Christian Friedrich Michaelis) als derjenige gelten, der diesen Epochenbegriff prägte, da der „Sturm und Drang“ ja auch als „Geniezeit“ bezeichnet wurde.
Wood bezog sich in seiner Darstellung auf Edward Youngs Conjectures on Original Composition, worin die Auffassung vertreten wurde, dass es zwei Formen der Nachahmung im künstlerischen Schaffen gebe, nämlich einerseits die Nachahmung der Natur und andererseits die Nachahmung anderer Künstler: „Erstere nennen wir original.“ Das heißt, als „Originalgenie“ gilt der Künstler, der außerhalb und unabhängig von kultureller Tradition das Eigentliche der Natur gewissermaßen direkt nachformt. Bei Lavater wird das so verstandene Genie in hymnischer Form beschrieben:
Wer bemerkt, wahrnimmt, schaut, empfindet, denkt, spricht, handelt, bildet, dichtet, singt, schafft, vergleicht, sondert, vereinigt, folgert, ahndet, gibt, nimmt – als wenn's ihm ein Genius, ein Wesen höherer Art diktiert und angegeben hätte, der hat Genie; als wenn er selbst ein Wesen höherer Art wäre – ist Genie. […] Der Charakter des Genies und aller Werke und Wirkungen des Genies – ist meines Erachtens – Apparition ... Wie Engelserscheinung nicht kömmt, sondern da steht; nicht weg geht, sondern weg ist; wie Engelserscheinung ins innerste Mark trifft – unsterblich ins Unsterbliche der Menschheit wirkt – und verschwindet, und fortwirkt nach dem Verschwinden – und süße Schauer und Schreckentränen und Freudenblässe zurückläßt, so Werk und Wirkung des Genies. […]
Oder nenn' es, beschreib' es wie du willst! Nenn's Fruchtbarkeit des Geistes! Unerschöpflichkeit! Quellgeist! Nenn's Kraft ohne ihres Gleichen – Urkraft, kraftvolle Liebe; Elastizität der Seele […] Nenn's Zentralgeist, Zentralfeuer, dem nichts widersteht. […] Nenn's und beschreib's wie du willst und kannst: das Ungelernte, Unentlehnte, Unlernbare, Unentlehnbare, Unnachahmliche, Göttliche – ist Genie – das Inspirationsmäßige ist Genie.
In diesem Sinn war für die Dichter des Sturm und Drangs neben Homer vor allem William Shakespeare ein Prototyp des Originalgenies. Außerdem wurden auch die Gesänge Ossians, vermeintlich Werke der irischen Frühzeit, tatsächlich verfasst von James Macpherson, sowie die Gedichte des Schotten Robert Burns als Musterbeispiele originaler Schöpfung betrachtet.
Von den Gegnern der Richtung wurde auch der Begriff Kraftgenie gebraucht, beispielsweise auf Herder gemünzt von Johann Friedrich Bahrdt in dessen „Kirchen- und Ketzeralmanach auf das Jahr 1781“ oder die sich auf Friedrich Schiller beziehende Satire „Das Kraftgenie“ von Gotthold Friedrich Stäudlin.
Dass eine Schöpfung außerhalb kultureller Tradition und Bindung natürlich letzten Endes nicht möglich ist, wurde von Karl Kraus in einem Gedicht mit dem einschlägigen Titel „Das Originalgenie“ in böse Form gebracht:
Nie nahm er etwas aus zweiter Hand
und hielt sich bloß an die Originale,
und wo er nur etwas Gutes fand,
dort stahl er es stets zum ersten Male.
Als Knabe, sagt man, war weltvergessen
versunken er gern im Waldesweben.
Da sei er oft an der Quelle gesessen,
und habe sie niemals angegeben.